# Michele Guardì
Michele Guardì, pseudonimo di Michelangelo Guardì (Casteltermini, 5 giugno 1943), è un regista televisivo, autore televisivo e personaggio televisivo italiano.

## Biografia
Laureatosi in giurisprudenza in Sicilia, si trasferisce in seguito a Roma. Nel 1969 inizia a collaborare con la sede regionale della Rai Sicilia, scrivendo, in coppia con il cugino Enzo Di Pisa i testi delle trasmissioni: L'altosparlante, La domenica del villaggio, Però che bella gita... e altre. Nel 1977 esordisce come autore televisivo in Rai, dove con Enzo Di Pisa scrive i testi del programma della domenica pomeriggio Secondo voi legato alla lotteria di Capodanno, condotto da Pippo Baudo. È anche autore alle trasmissioni: Due come noi, Palcoscenico, Studio 80 e Come Alice, firmate in coppia con Antonello Falqui, che ne è anche il regista.
Nel 1980 ottiene un grande successo di ascolto col programma, scritto proprio con Falqui (che lo dirige pure), Giochiamo al varieté, a cui seguono tre edizioni dello show Al Paradise, in onda il sabato sera su Rai 1 nella stagione invernale, condotto da Oreste Lionello e Milva con la partecipazione di Heather Parisi, in seguito sostituita da Franca D'Amato. Nel 1985-1986 è autore di Domenica in, condotta da Mino Damato ed Elisabetta Gardini. Nel dicembre del 1986, insieme con Piero Badaloni, Giorgio Calabrese e Nino Criscenti, crea Unomattina, il primo programma mattutino della Rai, di cui sarà autore fino al 1990. La prima edizione della trasmissione sarà condotta da Piero Badaloni ed Elisabetta Gardini.
Dal 1988 al 1990 idea e dirige tre edizioni del varietà Europa Europa, nel quale fa esordire come conduttore di prima serata un giovane Fabrizio Frizzi, affiancato da Elisabetta Gardini e Alessandra Martines. Nella fascia pomeridiana del sabato di Rai 1 realizza il programma Buona fortuna, presentato nel primo anno da Elisabetta Gardini e poi da Claudio Lippi. A fine decennio, sulla scia del successo di Unomattina, da lui curato come autore nelle prime edizioni, realizza per Rai 2 Mattina due, un programma che si propone come prosieguo festivo del contenitore di Rai 1, con l'aggiunta di rubriche più leggere, come quella del giardinaggio, affidata a Luca Sardella e quella della critica televisiva, affidata a Claudia Vinciguerra. La trasmissione è condotta da Alberto Castagna e Isabel Russinova, che rimangono alla conduzione per le prime tre stagioni, venendo poi sostituiti nel 1992 da Alessandro Cecchi Paone e Paola Perego.
Nel 1990 idea I fatti vostri, contenitore del mezzogiorno di Rai 2, che dal 1991 fino al 1996, dato il grande successo, andrà in onda anche al venerdì in prima serata con il titolo I fatti vostri-Piazza Italia di sera. La trasmissione, che nei primi anni di messa in onda ottiene ottimi indici d'ascolto, ha rappresentato un trampolino di lancio per i conduttori Fabrizio Frizzi, Giancarlo Magalli, Alberto Castagna e Massimo Giletti; altri conduttori sono stati Gigi Sabani, Rita dalla Chiesa, Enrica Bonaccorti, Paola Saluzzi e Stefania Orlando. Durante la trasmissione, interagisce come voce fuori campo con il pubblico a casa e con gli stessi conduttori, utilizzando lo pseudonimo Il comitato.
Nella primavera del 1991, adattando il format tedesco Wetten Dass?, dà vita allo show del sabato sera di Rai 1 Scommettiamo che...?, condotto da Fabrizio Frizzi e Milly Carlucci. Visto il successo ottenuto, il varietà viene riproposto anche nella primavera del 1992 e, a partire dall'autunno dello stesso anno, per quattro stagioni, abbinato alla Lotteria Italia. In tali stagioni, lo stesso Guardì idea e dirige anche la striscia quotidiana Prove e provini a Scommettiamo che...? Durante la trasmissione interviene come voce fuori campo, utilizzando lo pseudonimo La commissione.
Nell'autunno del 1993 il programma Mattina Due cambia titolo in Mattina in famiglia, con la confermata conduzione di Alessandro Cecchi Paone e Paola Perego. Gli stessi conduttori sono al timone anche degli spin-off Mezzogiorno in famiglia, in onda nella fascia di mezzogiorno del sabato e della domenica, e Pomeriggio in famiglia. Durante la trasmissione del mezzogiorno, Guardì interviene come voce fuori campo, usando lo pseudonimo Il condominio. Nel 1995 idea e cura la regia del varietà Papaveri e papere, seguito nel 1996 da Mille lire al mese. Entrambe le trasmissioni, in onda al sabato sera su Rai 1, sono condotte da Pippo Baudo e Giancarlo Magalli. Durante Papaveri e papere interviene come voce fuori campo, utilizzando lo pseudonimo La giuria demoscopica. Dal 1994 al 2000 cura e dirige diverse edizioni della maratona benefica delle reti Rai Telethon.
Nella stagione 1997/1998 torna a curare e dirigere Domenica in, la cui conduzione è affidata a Fabrizio Frizzi. Esclusivamente per la stagione 1998/1999, il programma Mezzogiorno in famiglia viene sostituito da un nuovo gioco a quiz, ideato da Guardì, dal titolo Vent'anni, condotto da Simonetta Martone coadiuvata da Andrea Roncato sempre nella fascia di mezzogiorno di Raidue del sabato e della domenica; anche qui Guardì interviene come voce fuori campo con lo pseudonimo Signor Vent'anni. Dalla stagione successiva tornò in onda Mezzogiorno in famiglia. Nello stesso anno prende il via sempre su Rai 2 il gioco preserale Il lotto alle otto, spin off de I fatti vostri, legato al gioco del Lotto condotto da Massimo Giletti e in seguito da Tiberio Timperi con la partecipazione di Stefania Orlando e Flavia Vento, in cui interviene come voce fuori campo utilizzando lo stesso pseudonimo de I fatti vostri (Il comitato), in onda anche nelle stagioni successive prima del TG2 delle 20:30 fino al 2001.
Nelle stagioni 1999/2000 e 2000/2001 ripropone lo show Scommettiamo che...? condotto ancora una volta da Fabrizio Frizzi affiancato in queste due edizioni rispettivamente da Afef e da Valeria Mazza. Nei primi mesi del 2001 esordisce invece come conduttore del varietà Nientepopodimenoche, programma con ottimi ascolti trasmesso in seconda serata per l'assegnazione del premio "Mario Riva". Nella stagione 2003/2004 il programma I fatti vostri cambia titolo in Piazza Grande, pur mantenendo pressoché invariata la formula ed in cui il regista inizialmente non è presente come voci fuori campo.
Nell'autunno del 2003 ritorna a dirigere la nuova edizione di Scommettiamo che...?, in onda sempre in prima serata su Rai 1, condotta questa volta da Marco Columbro e Lorella Cuccarini. Nella primavera del 2008 propone una nuova edizione di Scommettiamo che...?, in onda non più su Rai 1 ma su Rai 2, con la conduzione di Alessandro Cecchi Paone e Matilde Brandi. Nell'autunno dello stesso anno Piazza Grande viene sostituito da un nuovo programma di attualità e cronaca da lui ideato e diretto, Insieme sul Due condotto da Milo Infante. Nell'autunno 2009, Guardì decide di riproporre il suo storico programma, che torna in onda con il suo titolo originario I fatti vostri, riconfermato con successo anche nelle stagioni successive e in onda ancora oggi.
Nei primi mesi del 2010 ripropone su Rai 2 Il lotto alle otto condotto da Tiberio Timperi e Stefania Orlando. Nello stesso anno mette in scena il musical I promessi sposi - Opera moderna, tratto dal capolavoro manzoniano. Sua la riduzione teatrale, il testo e la regia. Il musical viene trasmesso in prima serata su Rai 1 il 1º settembre. Nel settembre del 2017 pubblica il suo primo romanzo dal titolo Fimminedda.

## Radio Rai
- Il distintissimo, varietà radiofonico con Pino Caruso, a cura di Michele Guardì e Enzo Di Pisa, regia di Riccardo Mantoni 1976.
- Permette cavallo? di Michele Guardì, Antonello Falqui e Oreste Lionello, regia di Carlo Principini - varietà (1983).

## Televisione
- Secondo voi (Rete 1, 1977-1978)
- Due come noi (Rete 1, 1979)
- Giochiamo al varieté (Rete 1, 1980)
- Al Paradise (Rai 1, 1983-1985)
- Domenica in (Rai 1, 1985-1986, 1997-1998)
- Unomattina (Rai 1, 1986-1990)
- Buona fortuna (Rai 1, 1988-1989)
- Europa Europa (Rai 1, 1988-1990)
- Mattina 2 (Rai 2, 1989-1993, 2003-2004)
- I fatti vostri (Rai 2, 1990-2003, dal 2009)
- I fatti vostri - Piazza Italia di sera (Rai 2, 1991-1996)
- I fatti vostri - Piazza Italia di notte (Rai 2, 1995-1996)
- Scommettiamo che...?, (Rai 1, 1991-1996, 1999-2001, 2003; Rai 2, 2008)
- Prove e provini a Scommettiamo che...? (Rai 1, 1992-1996)
- Scommettiamo che...? Ragazzi (Rai 1, 1994-1995)
- Mattina in famiglia (Rai 2, 1993-2004, 2005-2010; Rai 1, 2010-2011)
- Mezzogiorno in famiglia (Rai 2, 1993-1998, 1999-2003, 2004-2019)
- Pomeriggio in famiglia (Rai 2, 1993-1994)
- I fatti vostri - Risultati in Piazza (Rai 2, 1994)
- Telethon (Rai, 1994-2000)
- Papaveri e papere (Rai 1, 1995)
- Mille lire al mese (Rai 1, 1996)
- I fatti vostri - Buon natale in famiglia (Rai 2, 1996)
- Vent'anni (Rai 2, 1998-1999)
- Il lotto alle otto (Rai 2, 1998-2001, 2010)
- Nientepopodimenoche (Rai 1, 2001)
- Oroscopo in famiglia (Rai 2, 2003-2004, 2009)
- San Valentino in famiglia (Rai 2, 2003)
- Piazza Grande (Rai 2, 2003-2008)
- In famiglia - Le stelle a mezzogiorno (Rai 2, 2003-2004)
- I fatti vostri - Speciale Oroscopo (Rai 2, 2005-2007, 2010-2011)
- Insieme sul 2 (Rai 2, 2008-2009)
- Unomattina in famiglia (Rai 1, dal 2011)
- Sabato in (Rai 1, 2015-2016)